# Burg Hardegg
Die Burg Hardegg ist eine Höhenburg in der Stadt Hardegg im Thayatal in Niederösterreich.

## Geschichte
1145 erfolgte die erste Nennung Hardeggs in einer Urkunde der Elisabeth von Schleunz, als Zeuge der Schenkung wird „Otto de Hardeck“ angeführt. Es bestand aber bereits vorher eine kleine Wehranlage. Die ersten Besitzer waren die Grafen von Plain und Hardegg.
Nachdem dieses Geschlecht ausgestorben war, hatte die Burg verschiedene Besitzer wie die Magdeburg-Hardegger. Unter ihnen wurde die Burg wesentlich erweitert, bis sie eine der größten des Landes war. Es wurden ein Turm, ein Palas und eine Kapelle errichtet. Die Burg diente als Verwaltungszentrum der Grafschaft Hardegg, die ab 1294 nachweisbar ist. Gegen Ende des 15. Jahrhunderts war die Grafschaft Hardegg reichsunmittelbar. Die Macht der Burgherren stützte sich auf zahlreiche ritterliche Gefolgschaften in den Orten der Umgebung; Hauptorte der von Hardegg aus verwalteten Grafschaft waren Pulkau und das zwischen 1280/1305 gegründete Retz. Nach dem Tod des kinderlosen Michael, Reichsgraf von Hardegg und Burggraf zu Magdeburg, ging die Burg in den Besitz der Habsburger über, die sie 1499 an die Erben der Magdeburger, die Brüder Prüschenk, Freiherrn von Stettenberg, Erbmundschenken ob der Enns und Truchsessen in der Steiermark, weitergaben. Zugleich wurden die beiden zu Reichsgrafen zu Hardegg und im Machland ernannt. 1501 erwarb Ulrich von Hardegg von seinen späteren Schwägern Albrecht, Karl und Georg von Münsterberg die Grafschaft Glatz und damit auch den Titel eines Grafen von Glatz. 1502 erhielten Heinrich und Sigmund das silberne Münzrecht.
Mitte des 17. Jahrhunderts wechselte die Burg abermals die Eigentümer und kam in den Besitz der Grafen Khevenhüller, die ihren Hauptwohnsitz ab 1730 auf Schloss Riegersburg nahmen. Seit damals wurde die Burg kaum mehr bewohnt und verfiel. Beim Brand der Stadt Hardegg im Jahr 1764 durften die Bewohner Steine und Holz der Burg zum Wiederaufbau ihrer Häuser verwenden.
Ab 1878 ließ Johann-Carl von Khevenhüller, der auch als Mitkämpfer Kaiser Maximilians von Mexiko gegen die Truppen der republikanischen mexikanischen Regierung bekannt wurde, die Festung wieder aufbauen und unter der Burgkapelle eine Familiengruft einbauen. Die Pläne dazu lieferte Carl Gangolf Kayser, der in den Jahren 1864–1867 kaiserlicher Hofarchitekt in Mexiko war. Zu Ehren Kaiser Maximilians wurde in der Burg ein Museum eingerichtet.
Im 20. Jahrhundert wechselte die Burg zusammen mit Schloss Riegersburg im Erbgang an die Grafen Pilati von Thassul zu Daxberg, denen sie noch gehört.

## Ansichten

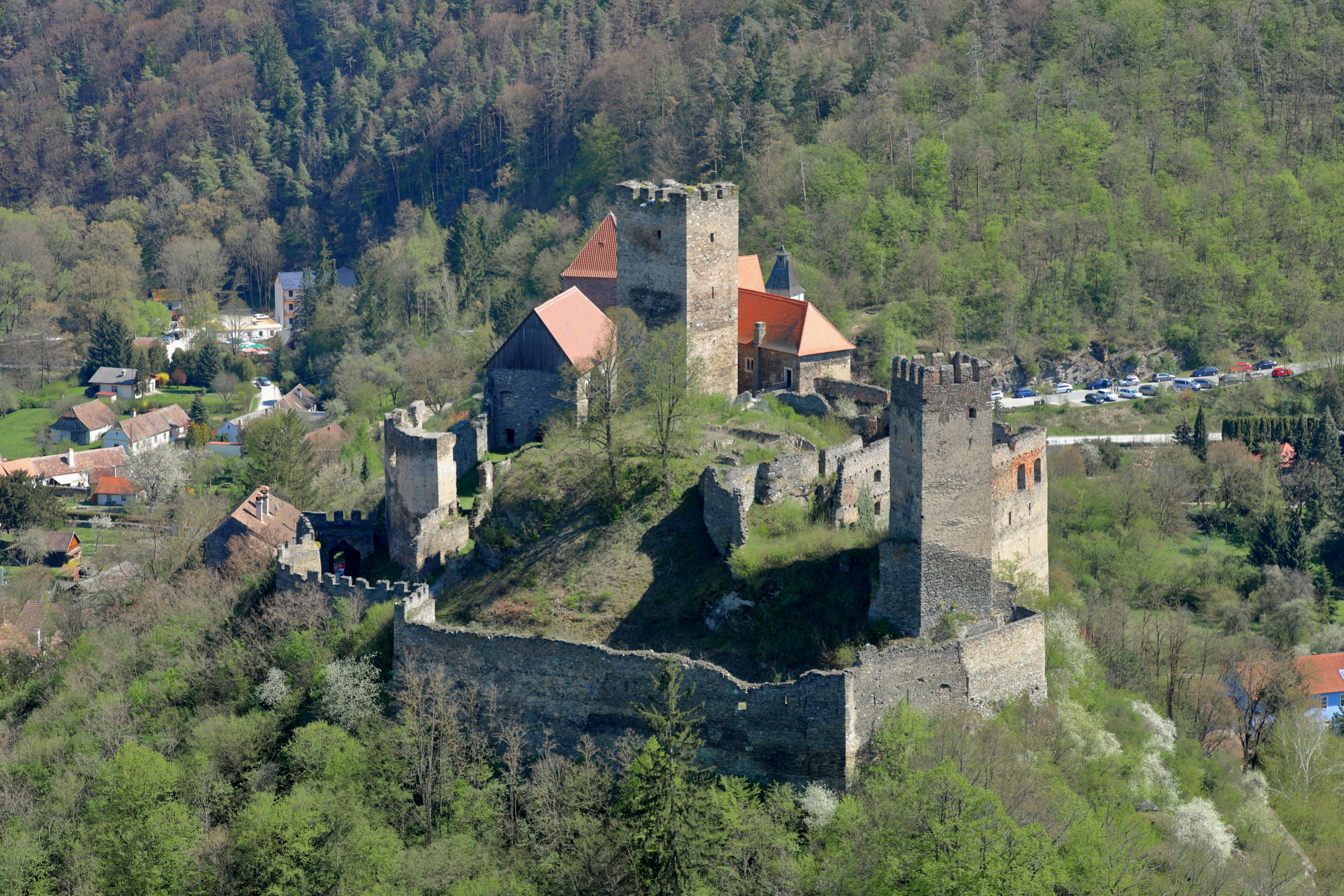
Nordwestansicht der Burg
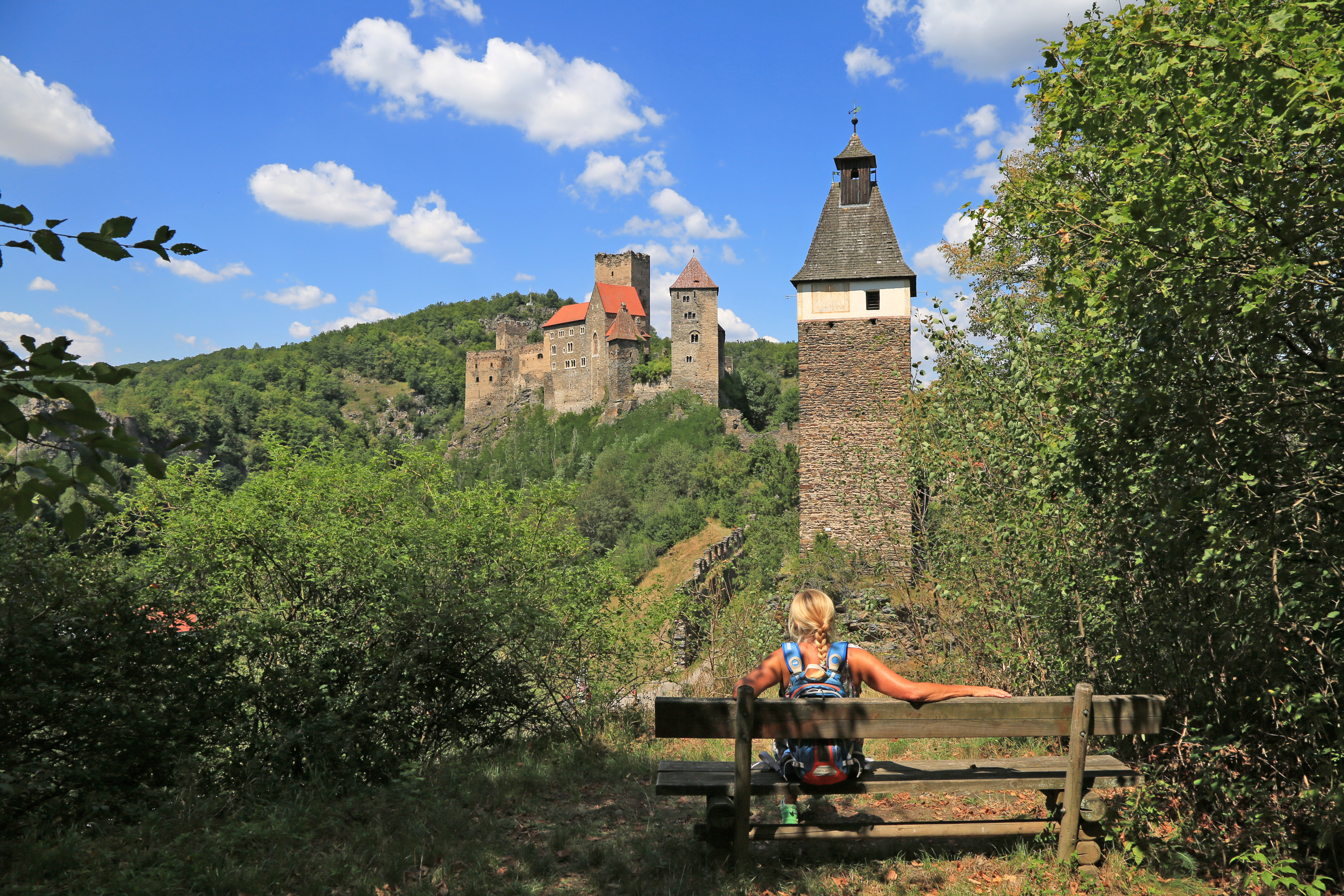
Burg Hardegg von Hardegg Vorstadt aus gesehen
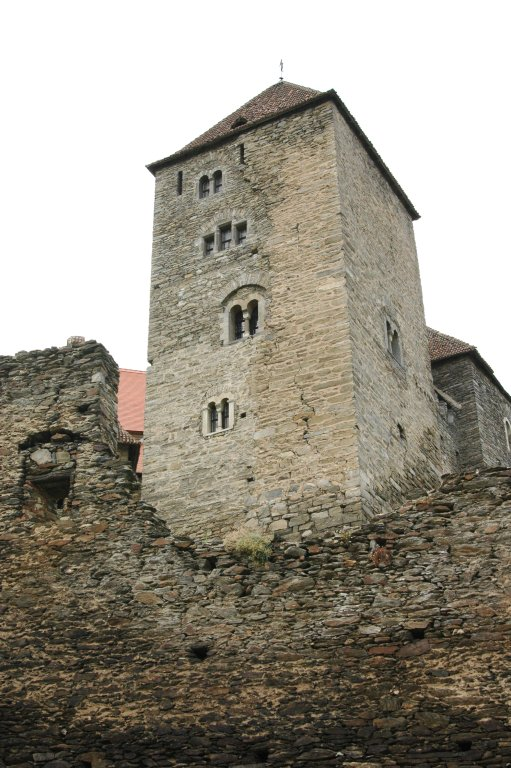
Wehrturm
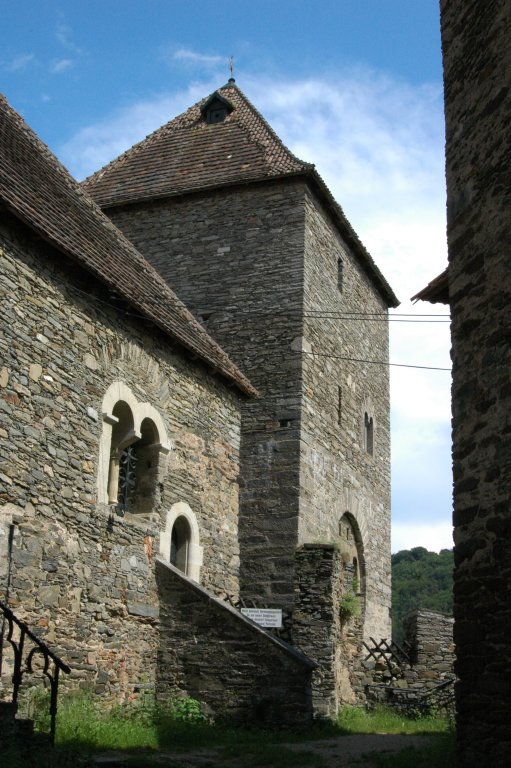
Rittersaal und Turm
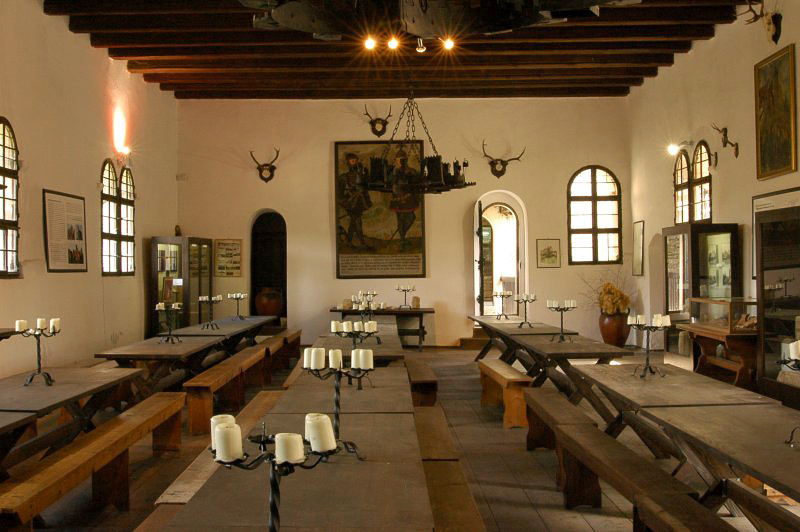
Rittersaal / Festsaal
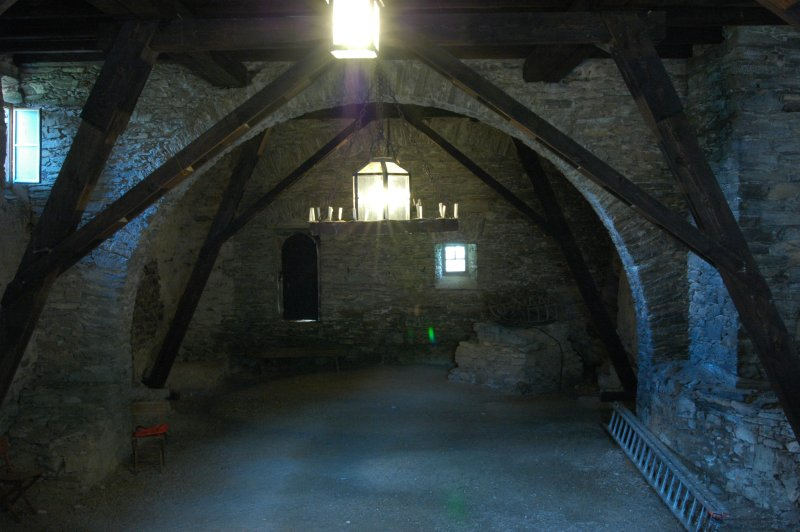
Die mittelalterliche Winterküche, damals der einzige beheizbare Raum der Burg
- Drohnenflug über die Burg

## Filmkulisse
- Burg Hardegg war 2014 Drehort für den TV-Historienfilm Das Geheimnis der Hebamme.

- 2018 diente die Burg als Drehort neben anderen im Waldviertel für den Film Narziss und Goldmund unter der Regie von Stefan Ruzowitzky.[4]

- 2022 entstand die Folge Beim Film der Serie Weber & Breitfuß auf Burg Hardegg.[5]

## Umgebung
Benachbarte Burgen und Schlösser sind das Schloss Riegersburg, die Burg Kaja, das Schloss Fronsburg und in der Tschechischen Republik die Ruine Nový Hrádek (Neuhäusel).